# Pisces Iscariot
Pisces Iscariot je kompilační album b-stran, dem a písní která se nevešla na předešlá alba (Gish, Siamese Dream). Vydavatelství Virgin je vydalo, aby uspokojilo rozrůstající se počet fanoušků - jen v USA se ho prodalo přes 1,3 milionu kopií. V USA se také vyšplhalo se na 4. příčku prodejnosti.

## Seznam skladeb
1. Soothe (B-strana z Disarm) – 2:36
2. Frail and Bedazzled (nepoužita na Siamese Dream) – 3:17
3. Plume (B-strana z I Am One) – 3:37
4. Whir (nepoužita na Siamese Dream) – 4:10
5. Blew Away (B-strana z Disarm) – 3:32
6. Pissant – 2:31
7. Hello Kitty Kat (B-strana z Today) – 4:32
8. Obscured (nepoužita na Gish, B-strana z Today) – 5:22
9. Landslide (B-strana z Disarm) – 3:10
10. Starla (B-strana z I Am One) – 11:01
11. Blue (byla na Lull EP) – 3:19
12. Girl Named Sandoz – 3:34
13. La Dolly Vita (B-strana z Tristessa) – 4:16
14. Spaced (nepoužita na Siamese Dream) – 2:24

## Složení kapely
- Billy Corgan - zpěv, kytara
- James Iha - kytara, zpěv
- D'Arcy Wretzky - basa, zpěv
- Jimmy Chamberlin - bicí